# Allons danser
Singles de Michel Sardou
Beethoven
(2006) Valentine day
(2007)
Pistes de Hors format
Beethoven Je ne suis plus un homme pressé
Allons danser est une chanson écrite et interprétée par Michel Sardou, parue sur l'album Hors format en 2006 et sortie en single le 12 février 2007. Elle est composée par Jacques Veneruso, et ouvre le tour de chant sur l'album live Zénith 2007 ; on peut d'ailleurs voir sur ce morceau, pour la première fois de sa carrière, Michel Sardou jouer de la guitare sur scène.

## Autour de la chanson

### Polémiques
Le texte de la chanson évoque certains débats sociaux qui traversent la France. En raison de plusieurs commentaires du chanteur exprimés dans le titre (« Se prendre en charge, et pas charger l'État » ; « D'où que tu viennes, bienvenue chez moi, en sachant qu'il faut respecter ceux qui sont venus longtemps avant toi » ; « Dire aux enfants qu'on va changer l'éducation qu'ils ont par celle qu'ils n'ont pas »...), certains observateurs, comme Le Nouvel Observateur, ont estimé qu'il s'agissait, à quelques mois de l'élection présidentielle de 2007, d'un titre promotionnel pour la campagne du candidat UMP Nicolas Sarkozy, d'autant plus que les paroles de la chanson sont apparues sur la quatrième de couverture de l'édition du journal Le Parisien du 29 janvier 2007.

### Réaction de Sardou
Dans le film documentaire de Mireille Dumas Qui êtes-vous Michel Sardou ? diffusé sur France 3 en septembre 2012, Sardou déplore la polémique qui a découlé de cette chanson, commentant de manière ironique « J'ai encore réussi mon coup », et affirmant avoir seulement appelé à ne plus écouter les hommes politiques pour aller danser loin de leurs discussions.